# Droga wojewódzka nr 352
Droga wojewódzka nr 352 (DW352) – droga wojewódzka w województwie dolnośląskim, powiecie zgorzeleckim łącząca DK30 w Zgorzelcu z Bogatynią i Czechami, biegnie z północy na południe.
Po uruchomieniu w 2003 roku przejścia granicznego w Radomierzycach została zmodernizowana na odcinku Zgorzelec – Radomierzyce i posiada obecnie utwardzone pobocze.
Trasa na odcinku Bogatynia-Zatonie (skrzyżowanie z drogą nr 354) – granica państwa utraciła kategorię drogi wojewódzkiej.

## Historia numeracji
Na przestrzeni lat trasa posiadała różne oznaczenia i klasyfikacje:

| Numer | Kategoria                                                    | Przebieg                                                                     | Lata obowiązywania | Źródło | Uwagi |
| ----- | ------------------------------------------------------------ | ---------------------------------------------------------------------------- | ------------------ | --- | --- |
| ?     | droga drugorzędna                                            | Zgorzelec – Koźmin – Radomierzyce – Działoszyn – Kolonia Zatonie – Bogatynia | ? – lata 70.       | Atlas samochodowy Polski 1:500 000. Wyd. IV. Warszawa: Państwowe Przedsiębiorstwo Wydawnictw Kartograficznych, 1965. Brak numerów stron w książce | • nieznana numeracja • kategoria na podstawie materiału źródłowego |
| 60    | droga państwowa                                              | Zgorzelec – Koźmin – Radomierzyce – Działoszyn – Kolonia Zatonie – Bogatynia | lata 70. – 1986    | - Mapa samochodowa Polski 1:1 000 , wyd. trzecie, Warszawa: Państwowe Przedsiębiorstwo Wydawnictw Kartograficznych, 1975. Brak numerów stron w książce - Samochodowy atlas Polski 1:500 000. Wyd. V. Warszawa: Państwowe Przedsiębiorstwo Wydawnictw Kartograficznych, 1979. ISBN 83-7000-017-7. Brak numerów stron w książce - Reiseatlas DDR mit ČSSR, Polen, UDSSR, Ungarn, Rumänien, Bulgarien. Wyd. 9. Berlin/Leipzig: VEB Tourist Verlag, 1977, s. 43, 49. - Samochodowy atlas Polski 1:500 000. Wyd. IX. Warszawa: Państwowe Przedsiębiorstwo Wydawnictw Kartograficznych, 1985. Brak numerów stron w książce | |
| 352   | droga krajowa (do 1998/1999) droga wojewódzka (od 1998/1999) | Zgorzelec – Bogatynia – granica państwa                                      | od 14 II 1986      | - Uchwała nr 192 Rady Ministrów z dnia 2 grudnia 1985 roku w sprawie zaliczenia dróg do kategorii dróg krajowych (M.P. z 1986 r. nr 3, poz. 16) - Polska: Atlas samochodowy 1:300 000. Wyd. pierwsze. Warszawa: Polskie Przedsiębiorstwo Wydawnictw Kartograficznych, 1992. ISBN 83-7000-080-0. Brak numerów stron w książce - Polska: Mapa samochodowa 1:700 000, wyd. 1, Szczecin: Wydawnictwo Kartograficzne KOMPAS, 1996–1997, ISBN 83-904373-2-5. Brak numerów stron w książce - Polska: Mapa samochodowa 1:700 000, wyd. II Zmienione i poprawione, Szczecin: Wydawnictwo Kartograficzne KOMPAS, 1997–1998, ISBN 83-904373-3-3. Brak numerów stron w książce - Rozporządzenie Rady Ministrów z dnia 15 grudnia 1998 r. w sprawie ustalenia wykazu dróg krajowych i wojewódzkich (Dz.U. z 1998 r. nr 160, poz. 1071) - Atlas samochodowy Polski 1:200 000 dla profesjonalistów. Wyd. IX. Warszawa: Dom Wydawniczy PWN, 2017. ISBN 978-83-7705-978-4. Brak numerów stron w książce | • przejście graniczne uruchomiono w 2002 roku • do 2021 r. obowiązywały ograniczenia dla ruchu ciężkiego • w 2019 roku wyłączono z przebiegu drogi 9-kilometrowy odcinek Bogatynia-Zatonie – granica polsko-czeska |

## Dopuszczalny nacisk na oś
Od 13 marca 2021 roku na drodze dozwolony jest ruch pojazdów o nacisku na pojedynczą oś napędową do 11,5 tony z wyjątkiem określonych miejsc oznaczonych znakiem zakazu B-19.

### Do 13 marca 2021 r.
Na całej długości drogi dopuszczalny był ruch pojazdów o nacisku pojedynczej osi do 10 ton.

## Miejscowości leżące przy trasie DW352
- Zgorzelec (DK30)
- Koźmin (DW355)
- Radomierzyce (DW357)
- Bogatynia (DW354)